# Parlamento del Bhutan
Il Parlamento del Butan (in dzongkha རྒྱལ་ཡོངས་ཚོགས་ཁང, Gyelyong Tshokhang) è il parlamento bicamerale del Regno del Bhutan.

## Composizione
Esso si compone di una camera bassa di 47 membri eletti direttamente dai cittadini, l’Assemblea nazionale (la più forte tra le due) e di una camera alta di 25 membri nominati dai distretti (20) e dal Druk Gyalpo (5), il Consiglio nazionale.